# Полтавское (Донецкая область)
Полтавское (укр. Полтавське) — село на Украине, расположенное в Амвросиевском районе Донецкой области. Находится под контролем самопровозглашённой Донецкой Народной Республики.

## География

#### Соседние населённые пункты по странам света
С: город Иловайск, Третяки
СЗ: Грузско-Ломоватка, Кобзари, Придорожное, Грабское
СВ: Виноградное
З:  город Моспино
В: —
ЮЗ: Новодворское
ЮВ: Многополье, Григоровка, Червоносельское
Ю: Агрономичное

## Население
Население по переписи 2001 года составляло 152 человека.

## Общая информация
Код КОАТУУ — 1420685408. Почтовый индекс — 87311. Телефонный код — 6259.

## Адрес местного совета
87311, Донецкая область, Амвросиевский район, с. Многополье, ул.Школьная, 4; тел. 37-5-13.